# Dominic Nguyễn Tuan Anh
Dominic Nguyễn Tuan Anh (* 9. April 1972 in Tam Hiệp) ist ein vietnamesischer römisch-katholischer Geistlicher und Weihbischof in Xuân Lộc.

## Leben
Dominic Nguyễn Tuan Anh studierte Philosophie und Theologie am Priesterseminar St. Joseph in Ho-Chi-Minh-Stadt und empfing am 30. September 2005 das Sakrament der Priesterweihe für das Bistum Xuân Lộc.
Nach der Priesterweihe studierte er von 2006 bis 2013 am Institut Catholique de Paris und erwarb das Lizenziat in Moraltheologie. Von 2013 bis 2015 war er Professor am Priesterseminar in Xuân Lôc. Anschließend absolvierte er bis 2020 ein Doktoratsstudium in Moraltheologie an der Ateneo de Manila University auf den Philippinen. Ab 2021 war er Generalvikar des Bistums Xuân Lộc und erneut Professor am Priesterseminar.
Papst Franziskus ernannte ihn am 24. August 2024 zum Titularbischof von Titularbistum Thimida Regia und zum Weihbischof in Xuân Lộc. Der Bischof von Xuân Lộc, Gioan Đỗ Văn Ngân, spendete ihm am 9. Oktober desselben Jahres die Bischofsweihe. Mitkonsekratoren waren der Bischof von Bùi Chu, Thomas Vu Dình Hiêu, und der Bischof von Ban Mê Thuột, John Baptist Nguyen Huy Bac.